# 43-тя Премія мистецтв Пексан
43-тя Церемонія Премії мистецтв Пексан (кор. 제43회 백상예술대상) — відбулася в Сеулі (Національний театр Кореї) 25 квітня 2007 року. Транслювалася на телеканалі SBS. Ведучими були Лі Хві Дже та Юн Хьон Джін.

## Номінанти та переможці
Повний список номінантів та переможців. Переможці виділені жирним шрифтом та подвійним хрестиком ().

### Кіно
| Тесан (Велика нагорода) - «Тхачча: Високі оберти» (фільм) | |
| Найкращий фільм - Вторгнення динозавра - «Я — кіборг, але це нормально» - «Опівнічна балада для примарного театру» - «Зірка радіо» - «Тхачча: Високі оберти» | Найкраща режисерська робота - Чхве Тон Хун — «Тхачча: Високі оберти» - Пе Чхан Хо — «Дорога» - І Дже Йон — «Тасепхоські неслухняні дівчата» - Хон Сан Су — «Жінка на пляжі» - Кім Тхе Йон — «Родинні зв'язки»                                                                         |
| Найкращий режисерський дебют - Чон Кє Су — «Опівнічна балада для примарного театру» - Чо Чхан Хо — «Формала Пітера Пена» - Лі Хе Джун, Лі Хе Йон — «Як діва» - Лі Чон Бом — «Жорстокий зимовий блюз» - Сон Че Ґон — «Моя страхітлива дівчина»                                 | Найкращий сценарій - Лі Хе Джун, Лі Хе Йон — «Як діва» - Кім Тхе Йон, Сон Кі Йон — «Родинні зв'язки» - Сон Че Ґон — «Моя страхітлива дівчина» - Вон Сін Йон — «Кривава арія» - Ю Ха — «Брудний карнавал»                                                                              |
| Найкраща чоловіча роль - Рю Син Бом — «Кривавий зв'язок» як О Сан До - Пьон Хі Бон — «Вторгнення динозавра» як Пак Хі Бон - Чо Ін Сон — «Брудний карнавал» як Кім Пьон Ду - Чо Син У — «Тхачча: Високі оберти» як Кім Коні - Кан Тон Вон — «Великий четвер» як Чон Юн Су      | Найкраща жіноча роль - Йом Чон А — «Старий сад» як Хан Юн Хі - Ім Су Чон — «Я — кіборг, але це нормально» як Чха Йон Ґун - Чан Чін Йон — «Між коханням і ненавистю» як Йон А - Кім Хє Су — «Тхачча: Високі оберти» як мадам Чон - На Мун Хі — «Жорстокий зимовий блюз» як Кім Чом Сім |
| Найкращий акторський дебют (чоловіки) - Рейн — «Я — кіборг, але це нормально» як Пак Іль Сун - Чін Гу — «Брудний карнавал» як Чон Су - Лі Йон Хун — «Жодного жалкування» як Лі Су Мін - Он Чу Ван — «Формала Пітера Пена» як Кім Хан Су - Рю Ток Хван — «Як діва» як О Тон Ґу | Найкращий акторський дебют (жінки) - Пак Сі Йон — «Сім'я куміх» як старша донька-куміхо - Чхве Чон Юн — «Зірка радіо» як Кан Сок Йон - Чху Ча Хьон — «Кривава арія» як Чі Йон - Ко А Сон — «Вторгнення динозавра» як Пак Хьон Со - Ко Хьон Джон — «Жінка на пляжі» як Кім Мун Сук     |
| Нагорода за популярність (чоловіки) - Лі Джун Гі — «Лети, татко, лети» як Ко Син Сок | Нагорода за популярність (жінки) - Кім Те Хі — «Невгамовний» як Сохва/Йонхва |

### Телебачення
| Тесан (Велика нагорода) - «Джумонг» (серіал) (MBC) | |
| Найкращий серіал - «Сеул 1945» (KBS) - «Самотність в коханні» (SBS) - «За білою вежею» (MBC) - «Хван Чіні» (KBS) - «Джумонг» (MBC) | Найкраща розважальна програма - «Міжнародне розмовне шоу» (KBS) - «Нескінченне випробування» (MBC) - «Програма Сін Тон Йопа „Так! Ні?“» (SBS) - «Космічні співчуття» (EBS) - «Високий удар!» (MBC)                                                                |
| Найкраща освітня програма - «Негайний виклик SOS 24» (SBS) - «Нуль скарг» (MBC) - «Кохання в Азії» (KBS) - «Канал е про знання» (EBS) - «Спеціальний проєкт: Жовта річка» (MBC) | Найкраща режисерська робота - Ан Пхан Сок — «За білою вежею» - Хан Чі Син — «Самотність в коханні» - Кім Чхоль Ґю — «Хван Чіні» - Лі Джу Хван — «Джумонг» - Юн Чхан Бом — «Сеул 1945»                                                                             |
| Найкращий режисерський дебют - Кім Хьон Сік — «Хірург Пон Таль Хі» - Кім Сан Хо — «Дивна пара» - Пак Ман Йон — «Виноградар» - Сін Юн Соп — «Моє негарне кохання» | Найкращий сценарій - Чхве Ван Ґю та Чон Хьон Су — «Джумонг» - Чхве Сун Сік — «Будь ласка, повернись, Сун Е» - Хон Чон Ин, Хон Мі Ран — «Дивна пара» - Лі Хан Хо, Чон Сон Хі — «Сеул 1945» - Юн Сон Джу — «Хван Чіні»                                              |
| Найкраща чоловіча роль - Кім Мьон Мін — «За білою вежею» як Чан Чун Хьок - Хьон Бін — «Снігова королева» як Хан Тхе Ун/Хан Тик Ку - Лі Пом Су — «Хірург Пон Таль Хі» як Ан Чун Ґин - Рю Су Йон — «Сеул 1945» як Чхве Ун Хьок - Сон Іль Гук — «Джумонг» як Джумонг                            | Найкраща жіноча роль - Сон Є Джін — «Самотність в коханні» як Ю Ин Хо - Ха Чі Вон — «Хван Чіні» як Хван Чіні - Хан Хє Джін — «Джумонг» як Со Со Но - Хан Є Силь — «Дивна пара» як Анна Чо/На Сан Сіль - Пак Чін Хі — «Будь ласка, повернись, Сун Е» як Хан Чхо Ин |
| Найкращий акторський дебют (чоловіки) - Пак Хе Джін — «Відомі принцеси» як Йон Ха Нам - Лі Мін Ґі — «По-справжньому кохати» як Нам Пон Ґі - Лі Сон Ґюн — «За білою вежею» як Чхве То Йон - О Ман Сок — «Виноградар» як Чан Тхек Кі - Пак Кон Хьон — «Коли прийде квітуча весна» як Лі Чон До | Найкращий акторський дебют (жінки) - Ко А Ра — «Снігова квітка» як Ю Та Мі - Ку Хє Сон — «Чисті серцем» як Ян Кук Хва - Лі Ха На — «Самотність в коханні» як Ю Чі Хо - Пак Сі Йон — «Коли прийде квітуча весна» як О Йон Джу - Сон Чі Хьо — «Джумонг» як Є Со Я   |
| Найкращий учасник розважальної програми - Чон Чон Чхоль — «Концерт жартів» - Чон Чун Ха — «Нескінченне випробування» - Чо Вон Сок — «Це жарт» - Сін Тон Йоп — «Гей-Гей-Гей 2» - Ю Се Юн — «Концерт жартів»                                                                                   | Найкраща учасниця розважальної програми - Кім Мі Рьо — «Це жарт» - Ю Хьон Йон — «Щаслива неділя» - Кан Ю Мі — «Концерт жартів» - Кім Вон Хі — «Прийди погратися» - Пак Бодре — «Люди шукають можливість посміятися»                                               |
| Нагорода за популярність (чоловіки) - Лі Пом Су — «Хірург Пон Таль Хі» як Ан Чун Ґин | Нагорода за популярність (жінки) - Хан Є Силь — «Дивна пара» як Анна Чо/На Сан Сіль |